# Alicja Szemplińska
Alicja Maria Szemplińska, występująca jako Alicja (ur. 29 kwietnia 2002 w Ciechanowie) – polska piosenkarka, autorka tekstów i kompozytorka.
Zwyciężczyni trzech programów typu talent show: Hit, Hit, Hurra! (2016), The Voice of Poland (2019) oraz Szansa na sukces. Eurowizja 2020 (2020). W 2024 wydała debiutancki album studyjny pt. nie wracam. 

## Życiorys
Jest córką Izabeli Nadratowskiej i Radosława Szemplińskiego. Ma siostrę, Aleksandrę. W dzieciństwie uczęszczała na zajęcia wokalne do Powiatowego Centrum Kultury i Sztuki im. Marii Konopnickiej w Ciechanowie i śpiewała w chórze kościelnym, poza tym brała udział w ogólnopolskich konkursach, festiwalach i przeglądach wokalnych. W wieku 12 lat zapisała się na profesjonalne lekcje śpiewu. Uczyła się w I Liceum Ogólnokształcącym im. Zygmunta Krasińskiego w Ciechanowie.
W 2016 zwyciężyła w finale programu rozrywkowego TVP1 Hit, Hit, Hurra!, w nagrodę otrzymała zaproszenie do udziału w zajęciach śpiewu u Setha Riggsa. W 2019 uczestniczyła w przesłuchaniach do 10. edycji programu rozrywkowego TVP2 The Voice of Poland. Dołączyła do drużyny prowadzonej przez Tomsona i Barona, pod których kierownictwem pomyślnie przeszła przez wszystkie rundy eliminacyjne i dotarła do finału, w którym zwyciężyła po zdobyciu największego poparcia telewidzów. W nagrodę otrzymała czek na 50 tys. zł i podpisała kontrakt płytowy z wytwórnią Universal Music Polska. Po udziale w programie wydała teledysk do debiutanckiego singla „Prawie my”, który to w ciągu 10 dni od premiery przekroczył próg 1 mln wyświetleń na YouTube.
W styczniu 2020 wzięła udział w programie Szansa na sukces. Eurowizja 2020, wyłaniającym reprezentanta Polski w 65. Konkursie Piosenki Eurowizji. Po zaśpiewaniu coveru piosenki „To nie ja!” Edyty Górniak zakwalifikowała się do finału, w którym wykonała m.in. autorski utwór „Empires”, za który otrzymała największe poparcie telewidzów oraz jurorów, dzięki czemu została reprezentantką Polski w Konkursie Piosenki Eurowizji, który jednak 18 marca został odwołany z powodu pandemii COVID-19. Do końca roku wydała jeszcze kilka singli: „Gdzieś”, „Pusto”, „Kolęda dla nieobecnych” (we współpracy z Piotrem Walickim) i „Na pamięć”. 29 listopada wystąpiła gościnnie z utworem „Empires” podczas finału 18. Konkursu Piosenki Eurowizji dla Dzieci w Warszawie.   W kwietniu 2021 wydała akustyczną wersję piosenki „Pusto (#OnePerformeSession)”. 14 maja zaśpiewała gościnnie w piosence „Growing Up” Fiedlerskiego. 21 maja wraz z Walt Disney Records wydała singiel „Każda z nas”. 28 października artystka wydała singiel „Ej, stop!”, a krótko po nim – utwór „Spójrz", który nagrała w duecie z Hodakiem.
W 2022 zaczęła współpracę z wytwórnią płytową Island Records Polska oraz wydała single: „IDK”, „Movin’ On", „W moim garażu” i „Sekret". Od października 2022 prowadzi audycję 21 grams of soul w radiu Newonce. 18 listopada 2022 roku zaprezentowano śpiewaną przez nią, oficjalną piosenkę odbywających się w Polsce i Szwecji Mistrzostw Świata w Piłce Ręcznej Mężczyzn 2023 – utwór zatytułowany „Stick Together”, który wprost nawiązuje do hasła towarzyszącego mistrzostwom. Został on stworzony w 2022 roku przez polsko-szwedzki duet. Jego producentem jest Joakim Buddee, a autorką tekstu – Jade El. W 2023 roku z utworem „New Home” zakwalifikowała się do finału programu Tu bije serce Europy! Wybieramy hit na Eurowizję!. W maju wydała utwór – „Loner”, a w sierpniu wydała singiel „Ostatni dzień lata”. Następnie we wrześniu ukazała się jej wizualizacja do singla „Stój", a miesiąc później wydała kolejny utwór „Zaczekam” z Chloe Martini.
W 2024 podpisała kontrakt z nową wytwórnią muzyczną Fonobo, w wyniku czego w marcu wydała singiel „spokojnie panowie”. Następnie wydała single: „nie wracam", „za dużo łez” oraz „w co ty dziś grasz”, które umieściła na debiutanckim albumie pt. nie wracam, wydanym 28 czerwca na licencji Island Records.

## Dyskografia
Albumy studyjne

| Rok  | Dane dot. albumu                                                                                      |
| ---- | --- |
| 2024 | nie wracam - Wydany: 28 czerwca 2024 - Wydawca: Island Records - Formaty: digital download, streaming |

Single
| Rok                                                      | Tytuł                                   | Najwyższe pozycje na listach | Najwyższe pozycje na listach | Certyfikat         | Sprzedaż       | Album                                  |
| Rok                                                      | Tytuł                                   | POL (airplay)                | POL (airplay nowości)        | Certyfikat         | Sprzedaż       | Album                                  |
| -------------------------------------------------------- | --------------------------------------- | ---------------------------- | ---------------------------- | ------------------ | -------------- | -------------------------------------- |
| 2019                                                     | „Prawie my”                             | 48                           | 3                            | - POL: złota płyta | - POL: 10 000+ | –                                      |
| 2020                                                     | „Empires”                               | –                            | –                            |                    |                | –                                      |
| 2020                                                     | „Gdzieś”                                | –                            | –                            |                    |                | –                                      |
| 2020                                                     | „Pusto”                                 | –                            | –                            |                    |                | –                                      |
| 2020                                                     | „Kolęda dla nieobecnych”                | –                            | –                            |                    |                | To właśnie święta (ścieżka dźwiękowa)  |
| 2020                                                     | „Na pamięć”                             | –                            | –                            |                    |                | –                                      |
| 2021                                                     | „Pusto (#OnePerformeSession)”           | –                            | –                            |                    |                | –                                      |
| 2021                                                     | „Growing up” (oraz: Remme i Fiedlerski) | –                            | –                            |                    |                | –                                      |
| 2021                                                     | „Każda z nas”                           | –                            | –                            |                    |                | Disney Music Group (ścieżka dźwiękowa) |
| 2021                                                     | „Ej, stop!"                             | –                            | –                            |                    |                | –                                      |
| 2021                                                     | „Spójrz" (gościnnie: Hodak)             | –                            | –                            |                    |                | –                                      |
| 2022                                                     | „IDK"                                   | –                            | –                            |                    |                | –                                      |
| 2022                                                     | „Movin’ On”                             | –                            | –                            |                    |                | –                                      |
| 2022                                                     | „W moim garażu” (oraz Frank Leen)       | –                            | –                            |                    |                | –                                      |
| 2022                                                     | „Sekret"                                | –                            | –                            |                    |                | –                                      |
| 2022                                                     | „Stick Together"                        | –                            | –                            |                    |                | –                                      |
| 2023                                                     | „New Home"                              | –                            | –                            |                    |                | –                                      |
| 2023                                                     | „Loner"                                 | –                            | –                            |                    |                | –                                      |
| 2023                                                     | „ostatni dzień lata"                    | –                            | X                            |                    |                | nie wracam                             |
| 2023                                                     | „stój"                                  | –                            | X                            |                    |                | nie wracam                             |
| 2023                                                     | „zaczekam” (oraz Chloe Martini)         | –                            | X                            |                    |                | nie wracam                             |
| 2024                                                     | „spokojnie panowie"                     | –                            | X                            |                    |                | nie wracam                             |
| 2024                                                     | „nie wracam”                            | –                            | X                            |                    |                | nie wracam                             |
| 2024                                                     | „za dużo łez"                           | –                            | X                            |                    |                | nie wracam                             |
| 2024                                                     | „w co ty dziś grasz” (gościnnie: Hodak) | –                            | X                            |                    |                | nie wracam                             |
| „–” oznacza, że singel nie był notowany na danej liście. |                                         |                              |                              |                    |                |                                        |

## Teledyski
| Rok  | Tytuł       | Reżyseria                             | Źródło |
| ---- | ----------- | ------------------------------------- | ------ |
| 2019 | „Prawie my” | Sebastian Wełdycz                     | [ 54 ] |
| 2020 | „Empires”   | Dawid Ziemba                          | [ 55 ] |
| 2020 | „Gdzieś”    | Olga Czyżykiewicz                     | [ 56 ] |
| 2020 | „Pusto”     | Alicja Szemplińska, Klaudia Piekarska | [ 57 ] |
| 2020 | „Na pamięć” | Alicja Szemplińska, Klaudia Piekarska | [ 58 ] |

## Telewizyjne konkursy muzyczne
| Rok  | Konkurs/Program                  | Kategoria                                              | Rezultat | Źr.    |
| ---- | -------------------------------- | ------------------------------------------------------ | -------- | ------ |
| 2016 | Hit, Hit, Hurra!                 | Udział w programie                                     | Wygrana  | [ 59 ] |
| 2019 | The Voice of Poland              | 10. edycja                                             | Wygrana  | [ 60 ] |
| 2020 | Szansa na sukces. Eurowizja 2020 | Krajowe eliminacje do Konkursu Piosenki Eurowizji 2020 | Wygrana  | [ 61 ] |